# Titularbistum Nabala
Nabala ist ein Titularbistum der römisch-katholischen Kirche.
Es geht zurück auf ein spätantikes Bistum in der römischen Provinz Mauretania Caesariensis im Norden des heutigen Algerien.
| Titularbischöfe von Nabala |                           |                                               |                   |                  |
| Nr.                        | Name                      | Amt                                           | von               | bis              |
| 1                          | Paulus Garbinati          |                                               | 4. Dezember 1669  |                  |
| 2                          | Alexandre de Alexandris B | Apostolischer Vikar von Cochinchina (Vietnam) | 22. Dezember 1725 | 10. Oktober 1738 |
| 3                          | Joseph Francis Donnelly   | Weihbischof in Hartford (USA)                 | 9. November 1964  | 30. Juni 197     |
| 4                          | Jesus Armamento Dosado CM | Weihbischof in Cebu (Philippinen)             | 31. Oktober 1977  | 29. Juli 1981    |
| 5                          | Lucilo B. Quiambao        | Weihbischof in Legazpi (Philippinen)          | 23. März 1982     |                  |